# Paul G. Kirk

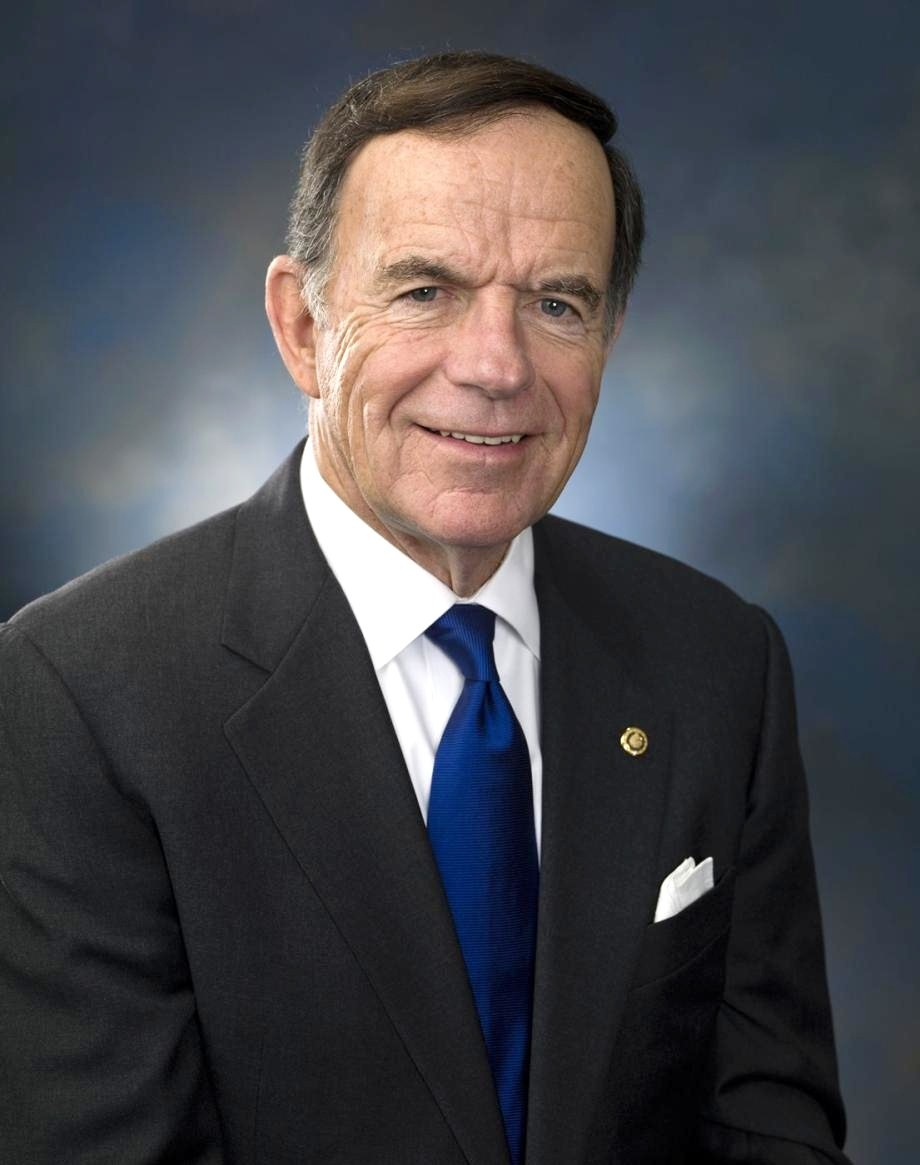
Foto oficial como senador dos Estados Unidos

Paul Grattan Kirk, Jr. (nascido em 18 de janeiro de 1938) é um político norte-americano e advogado que atuou como senador de Massachusetts entre 2009-2010, tendo sido nomeado para ocupar a vaga de Ted Kennedy, após sua morte. De 1985 a 1989, atuou como presidente do Comitê Nacional Democrata (DNC). Ele também atuou como co-presidente da Comissão de Debates Presidenciais, presidente do conselho de diretores da John F. Kennedy Library Foundation, e membro do conselho de administração do Edward M. Kennedy Institute para o Senado dos Estados Unidos.